# Cimetière national d'Alexandria (Louisiane)
Le cimetière national d'Alexandria est  un cimetière national des États-Unis situé dans la ville de Pineville, de la paroisse des Rapides, en Louisiane. Il occupe environ 8 acres (3,2 ha), et est le site de 10 164 inhumations à la fin de 2005.

## Histoire
En 1867, une parcelle de 8 acres (3,2 ha) est acquise auprès d'un habitant local pour créer le cimetière national d'Alexandria. Il est initialement conçu comme un endroit pour enterrer les soldats de l'Union qui sont morts dans la région au cours de la guerre de Sécession, et plus tard, des restes de Mount Pleasant, Cheneyville, Yellow Bayou, et fort Brown, au Texas, sont inhumés dans Alexandria. Sur environ 1 378 sépultures de la guerre de Sécession, 507 sont connues et 871 sont inconnues.
Le cimetière national d'Alexandria est inscrit sur le Registre national des lieux historiques en 1997.

## Sépultures notables
- Il y a cinquante-sept Buffalo Soldiers inhumés au cimetière national d'Alexandria.
- Colonel Thomas L. Gaines (1901-1989), retraité de l'armée, directeur de l'usine d'armement de l'armée de la Louisiane à Minden de 1961 à 1969[1]
- Ancien représentant des États-Unis Gillis Guillaume Long
- Ancien maire d'Alexandria John K. Snyder est enterré dans la première rangée sur le côté gauche de la route d'accès.
- Commandant Jacob Brown, en l'honneur de qui le fort Brown au Texas est nommé.
- John J. Williams, le dernier soldat tué lors de la guerre de Sécession.
- Capitaine Ira W. Claflin